# レッドライン (ダラス高速運輸公社)
レッドライン（Red Line）は、アメリカ合衆国テキサス州ダラスで運行する、ダラス高速運輸公社（Dallas Area Rapid Transit、DART）のライトレール（DARTライトレール）の系統の1つである。

## 概要
ダラスの中心部（ダウンタウン地区）を経由し、北部の都市・プレイノと南部のウエストモーランド駅（Westmoreland）を結ぶ系統。各方面のライトレールと多くの区間で線路を共有する他、ユニオン駅（EBJ Union Station）で都市間を結ぶ通勤鉄道（トリニティ・レールウェイ・エクスプレス）と接続する。1996年4月14日に営業運転を開始したDARTライトレール最初の区間が含まれており、現在の路線が完成したのは2002年である。
全区間を走行する列車を主体としており、起点から終点までの所要時間は65分だが、早朝や深夜の一部列車で区間運転が実施される他、ウエストモーランド駅発の最終列車はパール/アーツ高架橋駅（Pearl/Arts District）からグリーンラインに乗り入れ、フェアパーク駅（Fair Park）まで運行する。

## 駅一覧
2020年1月現在、レッドラインの列車が停車する駅は以下の通りである。DARTが展開するプロジェクト（DART Station Art & Design Program）の一環として、これらの駅にはホームの屋根や駅周辺、トンネルの壁面など各所にパブリックアートが設置されている。
| 画像 | 駅名                | 接続鉄道路線                               | 接続鉄道路線                                                               | 開業年 | 備考                                                                                                   |
| 画像 | 駅名                | ライトレール                               | その他                                                                     | 開業年 | 備考                                                                                                   |
| ---- | ------------------- | ------------------------------------------ | -------------------------------------------------------------------------- | ------ | --- |
|      | Parker Road         | オレンジライン                             |                                                                            | 2002   | オレンジラインは平日ラッシュ時・夜間のみ停車                                                           |
|      | Downtown Plano      | オレンジライン                             |                                                                            | 2002   | オレンジラインは平日ラッシュ時・夜間のみ停車                                                           |
|      | CityLine/Bush       | オレンジライン                             | シルバーライン（予定）                                                     | 2002   | オレンジラインは平日ラッシュ時・夜間のみ停車 2016年3月13日までの駅名は"Bush Turnpike"                  |
|      | Galatyn Park        | オレンジライン                             |                                                                            | 2002   | オレンジラインは平日ラッシュ時・夜間のみ停車                                                           |
|      | Arapaho Center      | オレンジライン                             |                                                                            | 2002   | オレンジラインは平日ラッシュ時・夜間のみ停車                                                           |
|      | Spring Valley       | オレンジライン                             |                                                                            | 2002   | オレンジラインは平日ラッシュ時・夜間のみ停車                                                           |
|      | LBJ/Central         | オレンジライン                             |                                                                            | 2002   | |
|      | Forest Lane         | オレンジライン                             |                                                                            | 2002   | |
|      | Walnut Hill         | オレンジライン                             |                                                                            | 2002   | |
|      | Park Lane           | オレンジライン                             |                                                                            | 2002   | |
|      | Lovers Lane         | オレンジライン                             |                                                                            | 1997   | |
|      | SMU/Mockingbird     | オレンジライン ブルーライン                |                                                                            | 1997   | 2019年に南メソジスト大学（SMU）がネーミングライツを獲得、同年4月29日に"Mockingbird"から駅名を変更      |
|      | Cityplace/Uptown    | オレンジライン ブルーライン                | M-Line                                                                     | 2000   | 地下駅 2012年7月29日までの駅名は"Cityplace"                                                            |
|      | Pearl/Arts District | オレンジライン ブルーライン グリーンライン |                                                                            | 1996   | Westmoreland発の最終列車は同駅からグリーンラインのFair Parkへ乗り入れ 2012年7月29日までの駅名は"Pearl" |
|      | St. Paul            | オレンジライン ブルーライン グリーンライン | M-Line                                                                     | 1996   | |
|      | Akard               | オレンジライン ブルーライン グリーンライン |                                                                            | 1996   | |
|      | West End            | オレンジライン ブルーライン グリーンライン |                                                                            | 1996   | |
|      | EBJ Union           | ブルーライン                               | ダラス・ストリートカー トリニティ・レールウェイ・エクスプレス アムトラック | 1996   | ダラス・ストリートカーの電停は徒歩5分程離れた場所に位置する                                            |
|      | Convention Center   | ブルーライン                               |                                                                            | 1996   | |
|      | Cedars              | ブルーライン                               |                                                                            | 1996   | |
|      | 8th & Corinth       | ブルーライン                               |                                                                            | 1996   | |
|      | Dallas Zoo          |                                            |                                                                            | 1996   | |
|      | Tyler/Vernon        |                                            |                                                                            | 1996   | |
|      | Hampton             |                                            |                                                                            | 1996   | |
|      | Westmoreland        |                                            |                                                                            | 1996   | |

## 参考資料
- Dallas Area Rapid Transit (2019年5月). “Reference Book”. 2020年1月14日閲覧。